# Chernes horvathii
Espèce
Synonymes
- Chernes frivaldszkyi Daday, 1889

Chernes horvathii est une espèce de pseudoscorpions de la famille des Chernetidae.

## Distribution
Cette espèce se rencontre en Azerbaïdjan et en Géorgie.

## Publication originale
- Daday, 1889 : Adatok a Kaukázus álskorpió-faunájának ismeretéhez. Természetrajzi Füzetek, vol. 12, p. 16-22.